# 中村方隆
中村 方隆（なかむら ほうりゅう、1940年12月13日 - 2008年7月7日）は、日本の俳優。東京都出身。早稲田大学文学部卒業。生前は今井事務所所属だった。
2008年7月7日、ガンにより死去。67歳没。

## 出演

### 映画
- ヤクザタクシー（1994年）
- 静かな生活（1995年）
- 絆 -きずな-（1998年）
- 宿 YADO（1998年）
- ゴジラ2000 ミレニアム（1999年） - 東大教授・稲垣[1]
- ある探偵の憂鬱（2000年）
- スパイ・ゾルゲ（2003年） - 街頭写真屋
- 世界の中心で、愛をさけぶ（2004年） - 村長
- タナカヒロシのすべて（2004年）
- 一生の?お願い（2005年） - 老人
- 欲望（2005年） - 袴田の客人
- Happy Birthday（2005年、NETCINEMA.TV）
- 月下美人/月下美人〜追憶〜（2006年） - 周一郎

### テレビドラマ
- 新ハングマン 第13話「天使を喰うハイエナ病院」（1983年） - 記者
- 春日局（NHK大河ドラマ、1989年） - 榊原康政
- 水戸黄門（TBS / C.A.L）
  - 第25部 第7話「真実探す娘の狂言 -四日市-」（1997年2月3日） - 入船屋吾兵衛
  - 第26部 第10話「陰謀砕く男の勇気 -延岡-」（1998年4月20日） - 桑原壱岐
  - 第27部 第28話「嫁を取るか家訓を取るか -伊勢崎-」（1999年10月4日） - 赤城屋
  - 第28部 第15話「狸になった若旦那 -信楽-」（2000年6月26日） - 相馬屋惣右衛門
  - 第29部 第23話「祝言に飛び込んだ男 -会津-」（2001年9月3日） - 大口屋
  - 第30部 第14話「激闘!忍びの対決 -和歌山-」（2002年4月15日） - 源蔵
  - 第32部 第14話「浪花娘の母恋一直線 -二本松-」（2003年11月17日） - 大槻屋
  - 第33部 第4話「父のこころ娘知らず -津-」（2004年5月10日） - 船戸屋
  - 第34部 第10話「女占い師が悪を討つ! -花輪-」（2005年3月14日） - 真砂屋
  - 第35部 第13話「黄門様のお供は偽千太 -人吉-」（2006年1月16日） - 境屋徳兵衛
  - 第36部 第6話「印籠の故郷守る師弟愛 -輪島-」（2006年8月28日） - 新川屋十兵衛
  - 第37部 第2話「赤城の山はカカア天下 -前橋-」（2007年4月16日） - 大垣屋庄右衛門
- はみだし刑事情熱系 - 篠崎秘書 役
- ガラスの仮面2 第11話・最終話（テレビ朝日、1998年6月22日・29日）
- 大岡越前 第15部 第9話「白洲に立った将軍様」（1998年11月2日） - 扇屋 役
- ストレートニュース 第9話（2000年）
- 凍える牙（NHK、2001年）
- 白い巨塔
- 僕と彼女と彼女の生きる道（2004年） - 古山校長 役
- 剣客商売 第5シリーズ 第10話「暗殺者」（2004年） - 稲垣忠兵衛 役
- 白い牙
- 積木くずし－崩壊
- 未成年
- 火曜サスペンス劇場
- 月曜ゴールデン「十津川警部シリーズ37 特急あずさ殺人事件」（2006年10月2日） - 大賀達郎 役
- 相棒 Season3 第1 - 3話 「双頭の悪魔」（2005年） - 小松原秘書 役
- バチカンに眠る織田信長の夢（2007年） - 誠仁親王 役

### 舞台
- Theatre劇団子第16回公演「公園で逢いまショウ」（2005年9月8日 - 9月12日、新宿シアターモリエール）

### PV
- T.M.Revolution『魔弾 〜Der Freischütz〜』（2000年）